# Accelerate
Accelerate er et studiealbum af det amerikanske alternative rockband R.E.M. udgivet i 2008.
Albummet blev produceret i samarbejde med Jacknife Lee og intentionen var at afvige fra det tidligere album Around the Sun fra 2004, der kun havde solgt omkring 240000 eksemplarer i US og generelt taget dårligt imod af anmelderne.
Albummet blev positivt modtaget både af anmeldere og fans og solgte 115000 eksemplarer den første uge. Det var deres højest rangerende album siden New Adventures in Hi-Fi fra 1996, og startede som # 2 på Billboard 200.
Fra albummet kommer singlerne "Supernatural Superserious", "Hollow Man", "Man-Sized Wreath" og "Until the Day Is Done".

## Spor
Alle sange er skrevet af Peter Buck, Mike Mills og Michael Stipe, hvis der ikke står andet.
1. "Living Well Is the Best Revenge"  – 3:11
2. "Man-Sized Wreath"  – 2:32
3. "Supernatural Superserious"  – 3:23
4. "Hollow Man"  – 2:39
5. "Houston"  – 2:05
6. "Accelerate"  – 3:33
7. "Until the Day Is Done"  – 4:08
8. "Mr. Richards"  – 3:46
9. "Sing for the Submarine"  – 4:50
10. "Horse to Water"  – 2:18
11. "I'm Gonna DJ"  – 2:07